# Anouar Hadouir
Anouar Hadouir (* 14. September 1982 in ’s-Hertogenbosch, Niederlande) ist ein ehemaliger niederländisch-marokkanischer Fußballspieler und heutiger Trainer.

## Karriere

### Spieler
Hadouir begann das Fußballspielen in der Jugendmannschaft seines Heimatvereins BVV ’s-Hertogenbosch. 2002 erhielt er Angebote diverser niederländischer Profiklubs und entschied sich für Willem II. Unter Trainer Mark Wotte debütierte er in der Saison 2002/03 gegen den FC Zwolle. Am 27. November 2004 zog er sich in der Begegnung gegen ADO Den Haag nach einem Foulspiel seines Gegenspielers Youssef El Akchaoui einen Kreuzbandriss zu. Infolge der Verletzung konnte er zehn Monate lang nicht eingesetzt werden. Sein Comeback gab er im August 2005 im UEFA-Cup-Spiel gegen den AS Monaco, bei dem ihm der Anschlusstreffer zum 1:2-Endstand gelang. Durch eine Verletzung zu Beginn der Saison 2006/07 musste er erneut eine zweimonatige Zwangspause einlegen. Ein von Willem II vorgelegtes Angebot, seinen zum Ende der Saison auslaufenden Vertrag um ein Jahr zu verlängern, schlug er aus und wechselte stattdessen zum Ligakonkurrenten Roda Kerkrade. Unter Trainer Raymond Atteveld konnte er sich in Kerkrade einen Stammplatz erobern und erzielte in der ersten Saison in 30 Spielen fünf Treffer. Im Sommer 2008 zog sich Hadouir im Trainingslager einen Meniskusriss zu und fiel zu Saisonbeginn aus. Insgesamt kam er in der Saison 2008/09 beim abstiegsbedrohten Club auf 20 Spiele.
Hadouir fiel in der Folgezeit mehrfach durch Disziplinlosigkeiten auf. So kam es zwischen ihm und Kapitän Marcel Meeuwis während des Spiels gegen De Graafschap zu einer handgreiflichen Auseinandersetzung. Ende April 2009 wurde er vorübergehend suspendiert, nachdem er Torhüter Bram Castro im Training absichtlich am Kopf verletzt hatte. Am 13. März 2010 wurde Hadouir in der 89. Spielminute der Begegnung gegen NEC Nijmegen, bei der Roda JC mit 2:0 in Führung lag, wegen groben Foulspiels an Niels Wellenberg vom Platz gestellt und nachfolgend für vier Spiele gesperrt.
Im Juli 2011 wechselte Hadouir zu Alemannia Aachen, kehrte jedoch nach nur einem Jahr am Tivoli in die Niederlande zurück und schloss sich dort dem Erstligisten NAC Breda an. Nach zwei Jahren, in denen er für den Verein 38 Spiele absolvierte und drei Tore schoss, wechselte Hadouir für ebenfalls zwei Jahre zum marokkanischen Fußballverein Maghreb Tétouan, bevor er 2016 wieder in die Niederlande zurückkehrte und sich dem Verein Excelsior Rotterdam in der Eredivisie anschloss. Drei Jahre lang stand er bis 2019 bei diesem Verein unter Vertrag, absolvierte dabei 55 Spiele und schoss zwei Tore. Danach spielte Hadouir noch für ein Jahr bei CHC Den Bosch und beendete 2020 seine aktive Spielerkarriere.

### Trainer
Anschließend begann er bei FC Den Bosch seine Trainerkarriere, wo er zunächst für eine Saison als Co-Trainer der Jugendmannschaft erste Erfahrungen sammelte. Nach einem Jahr Pause verpflichtete ihn ab 2022 der Fußballverein Willem II Tilburg sowohl als Trainer für die U-18 als auch zeitgleich als Co-Trainer für die U-21-Mannschaft, bevor er ab der Saison 2023 als Trainer der Herrenmannschaft für den RKC Waalwijk verantwortlich war. Seit dem 1. Juli 2024 wurde Hadouir wieder beim FC Den Bosch als Trainer für die U-19-Jugendmannschaft verpflichtet.